# Tanaya Mechelle Atkinson
Tanaya Mechelle Atkinson (New Haven,  Connecticut, Estados Unidos, 28 de enero de 1996) es una jugadora profesional de baloncesto, norteamericana, que actualmente juega en Casademont Zaragoza.

## Biografía
Tanaya Atkinson juega profesionalmente a baloncesto en la posición de Alero. Le llaman Nay.

## Trayectoria
Empezó a jugar a baloncesto desde categorías inferiores, y también al futbol, pero se decidió por el primer deporte porque destacaba más, pero puso a su Instituto en el mapa. Se formó en la Universidad de Temple, jugando en la NCAA durante la carrera. Destacó con honores entre los 5 mejores jugadores del año. Lideró en anotaciones y rebotes. Terminó sus estudios en el 2º lugar de todos los tiempos. Seguido fichó para jugar como profesional, en Australia, en 2018, con el Gladstone Power, donde lideró el equipo, y también destacó en todas las facetas, especialmente en puntuación y rebotes.
Para la temporada 2021/2022 fichó por el equipo Araski AES, de Vitoria, donde también destacó en puntuación y rebotes.
Tras la Liga Española, viajó en primavera-verano a la Liga de México, al Adelitas de Chihuahua estas dos temporadas, desempeñando un gran papel en dicho equipo.
El 3 de mayo de 2023 se anuncia su fichaje por Casademont Zaragoza para la temporada 2023/2024. El 19 de marzo de 2024, se anuncia su renovación por una temporada más, hasta 2025.  

## Clubs
- Hasta 2017: Connecticut.
- -2017: NCAA  -Universidad de Temple.
- 2018: Gladstone Power. Australia.
- 2018/2019: Ciudad de los Adelantados. Tenerife. LF2.
- 2018: WNBA-Washington Mystics- Connecticut Sun.
- 2019/2021: Ciudad de los Adelantados, y Clarinos Tenerife. LF.
- 2021-2023:  Araski AES, Vitoria.
- 2023-: Casademont Zaragoza